# Kempelen Tünde
Kempelen Tünde, születési nevén Kempelen Tünde Gabriella (Budapest, 1939. július 20. – Törökbálint, 2025. január 1.) középiskolai ének-zenetanár, karnagy, a Bárdos Lajos Zenei Hetek alapítója.

## Élete
1965-ben szerzett középiskolai énektanári és karvezetői diplomát Budapesten, a Liszt Ferenc Zeneművészeti Főiskolán, nagyobb hatású tanárai Vásárhelyi Zoltán, Párkai István, Bárdos Lajos, Ujfalussy József és Gárdonyi Zoltán voltak. Diplomázását követően 1974-ig énektanárként és népművelőként dolgozott, majd abban az évben a solymári Apáczai Csere János Művelődési Ház igazgatója és az intézmény égisze alatt működő helyi kórusok művészeti vezetője lett.
1977-ben hívta életre a Solymári Zenei Heteket, amely az 1980-as évek derekára országos, sőt nemzetközi kórusfórum-fesztiválsorozattá nőtte ki magát, és Bárdos Lajos 1986 őszi halála után az ő nevét felvéve, az ő szakmai öröksége továbbvitelének céljával működött tovább. A sorozat nemcsak bemutatkozásra volt alkalmas a kórusok számára, de a kölcsönös megismerkedést, kapcsolatok építését is lehetővé tette, valamint – a programok közt minden évben szereplő szakmai előadások, fórumok révén – hozzájárult a résztvevők továbbképzéséhez is. (Maga Bárdos szinte a kezdetektől figyelemmel kísérte a zenei hetek programjait, támogatta azokat és sűrűn tartott rajta zenetudományi, zenepedagógiai előadásokat is pedagógusok, karvezetők részére.) 
1979-ben megalapította a Solymári Madrigálkórust, későbbi nevén Corvinus Vegyeskart. 1982-től 1996-ig a Budapesti Művelődési Központ keretében működő amatőr ének-zenei együttesek szaktanácsadó zenei főelőadója, illetve a Budapesti Kórusok Tanácsa szervező titkára volt. 1986-ban megalapította a Bárdos Lajos Kamarakórust, amellyel számos nyugat-európai és Kárpát-medencei turnén vett részt, illetve egyik szervezője volt a Bárdos Lajos Társaságnak, ahol egy időre az ügyvezető titkári tisztséget is elvállalta. 1990-ben a Bárdos Lajos Zenei Hetek Kórus- és Ifjúságnevelési Alapítvány egyik létrehozója is volt.
Szerencsétlen balesetben – otthonában keletkezett tűzeset következtében – vesztette életét, 2025. január 1-jére virradóan.

## Családja
Egyenes ági rokonságot tartott Kempelen Farkas legendás 18. századi feltalálóval és leszármazottaival. Férje Miskolczi Ottó költő, kulturális menedzser volt.

## Elismerései
- A Művelődési és Közoktatási Minisztérium Népművelésért Díja (1994)
- A KÓTA Életműdíja (2016)